# Ekstraklasa 2016-17
La temporada 2016-17 fue la 83.ª edición de la Ekstraklasa, el más alto nivel de fútbol en Polonia desde su creación en 1927. El Legia de Varsovia era el campeón defensor del título, levantando su undécima liga la temporada pasada.

## Formato de competencia
La temporada tiene dos fases. En la primera fase, llamada temporada regular, cada equipo debe jugar contra todos dos veces en partidos de local y visitante para un total de 30 partidos. En la segunda fase, los ocho primeros clasificados acceden a la ronda de campeonato y los últimos ocho equipos jugaran la ronda de descenso. En estas dos rondas disputadas al mismo tiempo cada equipo jugará contra los otros siete dos veces, una vez más en partidos de ida y vuelta para un total de 14 partidos.
Al final de la temporada el equipo con más puntos en la ronda campeonato se proclama campeón y se clasifica a la segunda ronda previa de la Liga de Campeones de la UEFA 2017-18, mientras los equipos que acaben en segunda y tercera posición acceden a la primera ronda previa de la Liga Europea de la UEFA 2017-18.
Los últimos dos equipos de la ronda de descenso descenderán automáticamente a la I Liga.

## Ascensos y descensos
Al igual que la temporada pasada los dos últimos equipos descendieron a la I Liga y fueron sustituidos por los dos mejores equipos de la I Liga 2015-16.
El Podbeskidzie Bielsko-Biała y el Górnik Zabrze terminaron en el puesto 15º y 16º, respectivamente, y descendieron a la I Liga como resultado. El Arka Gdynia y el Wisła Płock terminaron primero y segundo respectivamente, y se ganaron la promoción a la Ekstraklasa.
| Pos. | Descendidos de la Ekstraklasa 2015-16 |
| ---- | ------------------------------------- |
| 15º  | Podbeskidzie Bielsko-Biała            |
| 16º  | Górnik Zabrze                         |

| Pos. | Ascendido de la I Liga 2015-16 |
| ---- | ------------------------------ |
| 1º   | Arka Gdynia                    |
| 2º   | Wisła Płock                    |

## Equipos participantes
| Equipo                | Ciudad    | Estadio                           | Capacidad |
| --------------------- | --------- | --------------------------------- | --------- |
| Arka Gdynia           | Gdynia    | Stadion GOSiR                     | 15.139    |
| Wisła Płock           | Płock     | Estadio Kazimierz Górski          | 10.978    |
| Jagiellonia Białystok | Białystok | Estadio Municipal de Bialystok    | 22.386    |
| Korona Kielce         | Kielce    | Estadio Kielce City               | 15.550    |
| KS Cracovia           | Cracovia  | Estadio Mariscal Józef Piłsudski  | 15.114    |
| Lech Poznań           | Poznań    | Stadion Miejski                   | 43.269    |
| Lechia Gdańsk         | Gdańsk    | PGE Arena                         | 43.615    |
| Legia de Varsovia     | Varsovia  | Pepsi Arena                       | 31.103    |
| Piast Gliwice         | Gliwice   | Estadio Municipal de Gliwice      | 10.037    |
| Górnik Łęczna         | Łęczna    | Arena Lublin                      | 15.500    |
| Pogoń Szczecin        | Szczecin  | Estadio Municipal Florian Krygier | 17.783    |
| Ruch Chorzów          | Chorzów   | Estadio Ruch Chorzów              | 9.300     |
| Śląsk Wrocław         | Breslavia | Stadion Miejski                   | 43.308    |
| LKS Nieciecza         | Nieciecza | Estadio Termalica Bruk-Bet        | 4.600     |
| Wisła Cracovia        | Cracovia  | Estadio Henryk Reyman             | 33.326    |
| Zagłębie Lubin        | Lubin     | Dialog Arena                      | 16.300    |

### Personal y uniformes
| Equipo                       | Presidente           | Entrenador          | Capitán              | Firma deportiva | Patrocinador                  |
| ---------------------------- | -------------------- | ------------------- | -------------------- | --------------- | ----------------------------- |
| Arka Gdynia                  | Wojciech Pertkiewicz | Grzegorz Niciński   | Miroslav Božok       | Adidas          | Gdynia                        |
| Bruk-Bet Termalica Nieciecza | Danuta Witkowska     | Czesław Michniewicz | Bartłomiej Babiarz   | Nike            | Bruk-Bet                      |
| Cracovia                     | Janusz Filipiak      | Jacek Zieliński     | Piotr Polczak        | Legea           | Comarch                       |
| Górnik Łęczna                | Artur Kapelko        | Andrzej Rybarski    | Sergiusz Prusak      | Jako            | Lubelski Węgiel Bogdanka      |
| Jagiellonia Białystok        | Cezary Kulesza       | Michał Probierz     | Rafał Grzyb          | Errea           | STAG SA, Wschodzący Białystok |
| Korona Kielce                | Marek Paprocki       | Maciej Bartoszek    | Radek Dejmek         | Hummel          | Lewiatan                      |
| Lech Poznań                  | Karol Klimczak       | Nenad Bjelica       | Łukasz Trałka        | Nike            | STS                           |
| Lechia Gdańsk                | Adam Mandziara       | Piotr Nowak         | Sebastian Mila       | New Balance     | Energa                        |
| Legia Warszawa               | Bogusław Leśnodorski | Jacek Magiera       | Jakub Rzeźniczak     | Adidas          | Fortuna                       |
| Piast Gliwice                | Marek Kwiatek        | Radoslav Látal      | Radosław Murawski    | Joma            | E-Toto                        |
| Pogoń Szczecin               | Jarosław Mroczek     | Kazimierz Moskal    | Rafał Murawski       | Zina            | Grupa Azoty, Miasto Szczecin  |
| Ruch Chorzów                 | Aleksander Kurczyk   | Waldemar Fornalik   | Rafał Grodzicki      | Adidas          |                               |
| Śląsk Wrocław                | Krzysztof Hołub      | Mariusz Rumak       | Piotr Celeban        | Adidas          |                               |
| Wisła Kraków                 | Marzena Sarapata     | Kazimierz Kmiecik   | Arkadiusz Głowacki   | Adidas          |                               |
| Wisła Płock                  | Jacek Kruszewski     | Marcin Kaczmarek    | Maksymilian Rogalski | Adidas          | PKN Orlen, Budmat             |
| Zagłębie Lubin               | Tomasz Dębicki       | Piotr Stokowiec     | Konrad Forenc        | Nike            | KGHM                          |

## Tabla de posiciones

### Temporada regular
- Actualizado el 22 de abril de 2017. Fuente: UEFA.com (Español)

| --- | Pos. | Equipos               | PJ | PG | PE | PP | GF | GC | DIF | PTS |
| --- | ---- | --------------------- | -- | -- | -- | -- | -- | -- | --- | --- |
|     | 1.   | Jagiellonia Białystok | 30 | 18 | 5  | 7  | 56 | 31 | +25 | 59  |
|     | 2.   | Legia de Varsovia     | 30 | 17 | 7  | 6  | 58 | 30 | +28 | 58  |
|     | 3.   | Lech Poznań           | 30 | 16 | 7  | 7  | 50 | 22 | +28 | 55  |
|     | 4.   | Lechia Gdańsk         | 30 | 16 | 5  | 9  | 46 | 37 | +9  | 53  |
|     | 5.   | Wisła Cracovia        | 30 | 13 | 5  | 12 | 45 | 46 | -1  | 44  |
|     | 6.   | Pogoń Szczecin        | 30 | 10 | 12 | 8  | 47 | 40 | +7  | 42  |
|     | 7.   | LKS Nieciecza         | 30 | 12 | 6  | 12 | 31 | 38 | -7  | 42  |
|     | 8.   | Korona Kielce         | 30 | 12 | 3  | 15 | 39 | 55 | -16 | 39  |
|     | 9.   | Wisła Płock           | 30 | 10 | 9  | 11 | 42 | 44 | -2  | 39  |
|     | 10.  | Zagłębie Lubin        | 30 | 10 | 9  | 11 | 37 | 36 | +1  | 39  |
|     | 11.  | Śląsk Wrocław         | 30 | 8  | 10 | 12 | 34 | 45 | -11 | 34  |
|     | 12.  | Arka Gdynia           | 30 | 8  | 7  | 15 | 37 | 50 | -13 | 31  |
|     | 13.  | KS Cracovia           | 30 | 6  | 13 | 11 | 38 | 43 | -5  | 31  |
|     | 14.  | Ruch Chorzów          | 30 | 10 | 4  | 16 | 37 | 46 | -9  | 30  |
|     | 15.  | Piast Gliwice         | 30 | 7  | 9  | 14 | 31 | 49 | -18 | 30  |
|     | 16.  | Górnik Łęczna         | 30 | 7  | 9  | 14 | 36 | 52 | -16 | 30  |

|  | Clasificados a la ronda de campeonato. |
|  | Clasificados a la ronda de descenso.   |

### Ronda campeonato
- Actualizado el 28 de mayo de 2017. Fuente: UEFA.com (Español)

| ---             | Pos. | Equipos               | PJ | PG | PE | PP | GF | GC | DIF | PTS |
| --------------- | ---- | --------------------- | -- | -- | -- | -- | -- | -- | --- | --- |
| Clasifica a UCL | 1.   | Legia de Varsovia     | 36 | 21 | 9  | 6  | 70 | 31 | +39 | 43  |
| Clasifica a UEL | 2.   | Jagiellonia Białystok | 36 | 21 | 7  | 8  | 62 | 37 | +25 | 41  |
| Clasifica a UEL | 3.   | Lech Poznań           | 36 | 20 | 8  | 8  | 60 | 27 | +33 | 41  |
|                 | 4.   | Lechia Gdańsk         | 36 | 20 | 7  | 9  | 57 | 37 | +20 | 41  |
|                 | 5.   | Korona Kielce         | 36 | 14 | 5  | 17 | 47 | 62 | -15 | 28  |
|                 | 6.   | Wisła Cracovia        | 36 | 14 | 6  | 16 | 53 | 55 | -2  | 26  |
|                 | 7.   | Pogoń Szczecin        | 36 | 10 | 13 | 13 | 48 | 54 | -6  | 22  |
|                 | 8.   | LKS Nieciecza         | 36 | 12 | 7  | 17 | 33 | 54 | -21 | 22  |

### Ronda de descenso
- Actualizado el 27 de mayo de 2017. Fuente: UEFA.com (Español)

| --- | Pos. | Equipos        | PJ | PG | PE | PP | GF | GC | DIF | PTS |
| --- | ---- | -------------- | -- | -- | -- | -- | -- | -- | --- | --- |
|     | 9.   | Zagłębie Lubin | 36 | 14 | 11 | 11 | 50 | 42 | +8  | 34  |
|     | 10.  | Wisła Płock    | 36 | 12 | 11 | 13 | 49 | 54 | -5  | 28  |
|     | 11.  | Piast Gliwice  | 36 | 11 | 10 | 15 | 44 | 54 | -10 | 28  |
|     | 12.  | Śląsk Wrocław  | 36 | 11 | 10 | 15 | 46 | 52 | -6  | 26  |
|     | 13.  | KS Cracovia    | 36 | 8  | 15 | 13 | 45 | 51 | -6  | 24  |
|     | 14.  | Górnik Łęczna  | 36 | 9  | 9  | 18 | 45 | 61 | -16 | 21  |
|     | 15.  | Arka Gdynia    | 36 | 9  | 9  | 18 | 41 | 59 | -18 | 21  |
|     | 16.  | Ruch Chorzów   | 36 | 10 | 7  | 19 | 40 | 60 | -20 | 18  |

|  | Campeón y clasificado a la Liga de Campeones de la UEFA 2017-18 |
|  | Clasificado a la Liga Europa de la UEFA 2017-18                 |
|  | Desciende a la I Liga 2017-18                                   |

## Máximos goleadores
- clasificación final el 4 de junio de 2017.

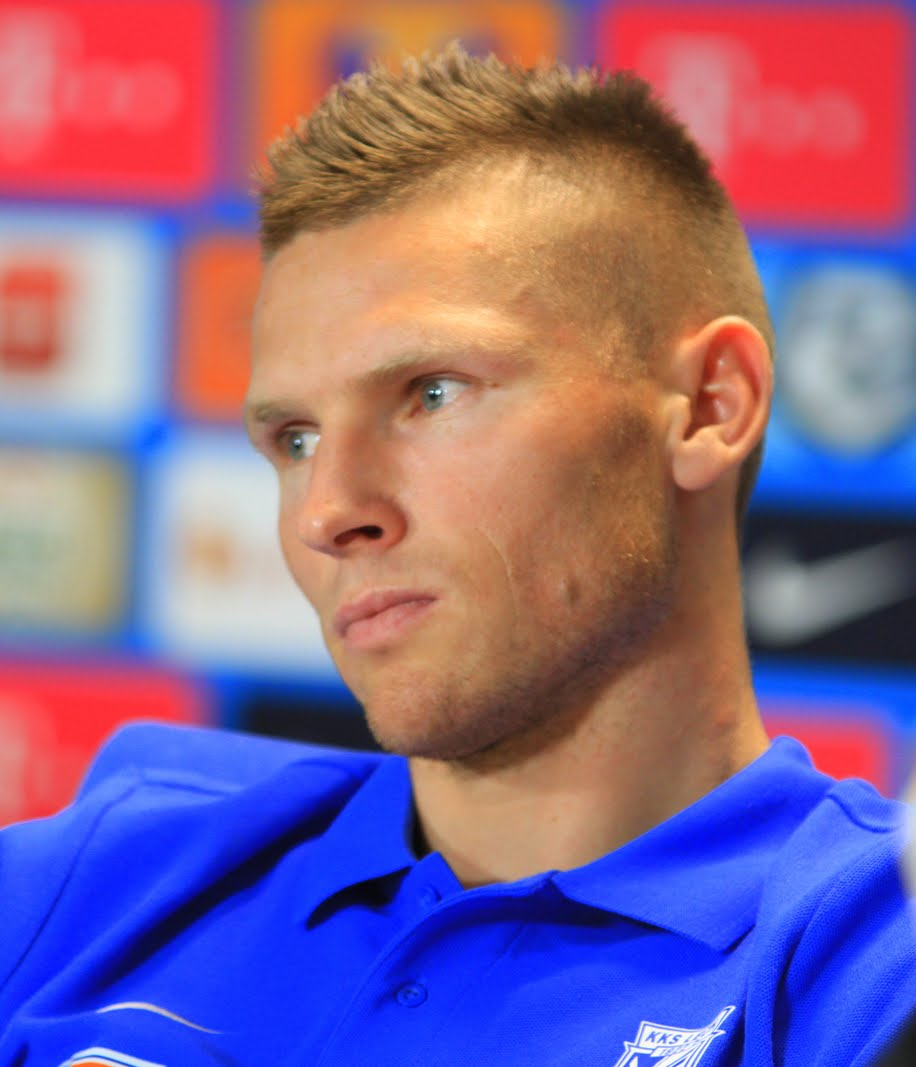
Marcin Robak

| Posic. | Jugador              | Club                                | Goles |
| ------ | -------------------- | ----------------------------------- | ----- |
| 1      | Marcin Robak         | Lech Poznań                         | 18    |
| 1      | Marco Paixão         | Lechia Gdańsk                       | 18    |
| 2      | Konstantin Vassiljev | Jagiellonia Białystok               | 13    |
| 3      | Fiodor Černych       | Jagiellonia Białystok               | 12    |
| 3      | Nemanja Nikolić      | Legia Warszawa                      | 12    |
| 3      | Rafał Boguski        | Wisła Kraków                        | 12    |
| 3      | Adam Frączczak       | Pogoń Szczecin                      | 12    |
| 3      | Krzysztof Piątek     | Zagłębie Lubin- 1, KS Cracovia - 11 | 12    |